# Villadangos del Páramo
Villadangos del Páramo è un comune spagnolo di 1 141 abitanti situato nella comunità autonoma di Castiglia e León. Si incontra a 18 km da León in direzione di Astorga, lungo la N120; è situata lunga il Camino Francés, nella parte nord della grande pianura dell'Alto Páramo.

## Storia
Secondo alcuni storici, Villadangos sembra avere avuto origine in un insediamento celtiberico conquistato dai Romani senza violenza. In epoca medievale, a causa delle incursioni musulmane, la città fu totalmente abbandonata fino all'anno 714. Per un secolo e mezzo la meseta leonesa resterà disabitata e il ripopolamento fu guidato soltanto dai re di León tra la fine del secolo IX e l'inizio del X, tramite il trasferimento di piccoli nuclei familiari.
Villadangos fu scenario di uno scontro armato fra i partigiani galiziani di Doña Urraca e gli aragonesi, partigiani di Alfonso I il Battagliero, che si disputavano la tutela del principe Alfonso, figlio di Urraca e futuro Alfonso VII. Questo avvenne non lontano dall'attuale Barrio de la Estación, nel settembre dell'anno 1111, nel luogo conosciuto come "La Matanza".
Nel 1788 Carlo III creò il titolo di Marchese di Villadangos, che rimase probabilmente fino al 1837. Alla fine del XIX secolo gli abitanti si dedicarono fondamentalmente all'allevamento di pecore e capre e all'agricoltura di sussistenza. Come conseguenza dell'arrivo della ferrovia, sorse un piccolo nucleo industriale che diede inizio ad un periodo di netto sviluppo. Il villaggio raggiunse la sua massima densità di popolazione nel 1950, quando raggiunse i 700 abitanti. Con l'avvio della riparcellizzazione e l'inizio del progetto "Riegos del Páramo" nel 1967, Villadangos entrò in nuovo periodo di sviluppo agricolo e dell'allevamento, in parallelo con il settore terziario e con l'industria.
Attualmente è sede dell'omonimo Ayuntamiento (Comune), comprendendo anche le frazioni di Celadilla del Páramo e Fojedo del Páramo, con una popolazione di più di 1 000 abitanti.

## La chiesa e i pellegrini
Nella chiesa parrocchiale, ad una navata, con pianta a croce latina e due cappelle laterali, è dove è più manifesto il legame che unisce Villadangos alla città di Santiago. Fu costruita tra la fine del secolo XVII e gli inizi del XVIII. La torre campanaria sembra essere stata terminata entro il 1707, anno in cui vennero fuse due delle tre campane che oggi possiamo ancora vedere.
La porta risale al 1735. Nella parte superiore furono realizzati due simpatici e ingenui rilievi riferiti alla battaglia del Clavijo, di cui si rappresentano l'apparizione di San Giacomo al re Ramiro I e la vittoria contro Abderramán II, come dice l'iscrizione.
Il retablo dell'altare maggiore è di stile churrigueresco. Nella parte centrale c'è l'interessante figura di Santiago a cavallo, di dimensioni considerevoli, con la spada, bandiera bianca e rossa, un moro sconfitto ai suoi piedi e il "sombrero a la federica". Sopra la nicchia risalta uno scudo con la croce dell'Ordine di Santiago, fiancheggiata da due conchiglie. Completa il tutto una graziosa corona.
Da vedere anche tre quadri: uno è posto nella parte superiore centrale e rappresenta Gesù crocifisso con la Vergine e San Giovanni al suo fianco; gli altri due posti nella parte inferiore, mostrano l'apparizione della Vergine del Pilar a San Giacomo e dell'Apostolo al re Ramiro I al Clavijo. Ci sono anche due nicchie policromatiche situate entrambe nella parte superiore del retablo: quella di sinistra è San Giacomo, con le vesti del pellegrino, e quella di destra rappresenta San Claudio.
La cappella laterale di sinistra conosciuta come Cappella del Rosario è dedicata all'Immacolata. La cappella di destra, invece, anche se dominata da un'immagine moderna dell'Immacolata, è dedicata alle Anime del Purgatorio, rappresentate in un quadro posto nella parte inferiore del retablo.

## L'albergue dei pellegrini
Nel Medio Evo, Villadangos ospitava un hospital de peregrinos che si manteneva grazie alla generosità dei vicini; era un luogo modesto e di dimensioni ridotte. Oggi Villadangos ospita un albergue situato nell'edificio delle Scuole Nazionali, costruito nel 1935 e ristrutturato nel 1991 come albergue.